# باتريشيا دوبونت
باتريشيا دوبونت (بالإنجليزية: Miss DuPont)‏ هي ممثلة أمريكية، ولدت في 28 أبريل 1894 في الولايات المتحدة، وتوفيت بنفس المكان في 6 فبراير 1973.

## وصلات خارجية
- باتريشيا دوبونت على موقع IMDb (الإنجليزية)
- باتريشيا دوبونت على موقع أول موفي (الإنجليزية)
- باتريشيا دوبونت على موقع قاعدة بيانات الفيلم (الإنجليزية)